# Zavattari

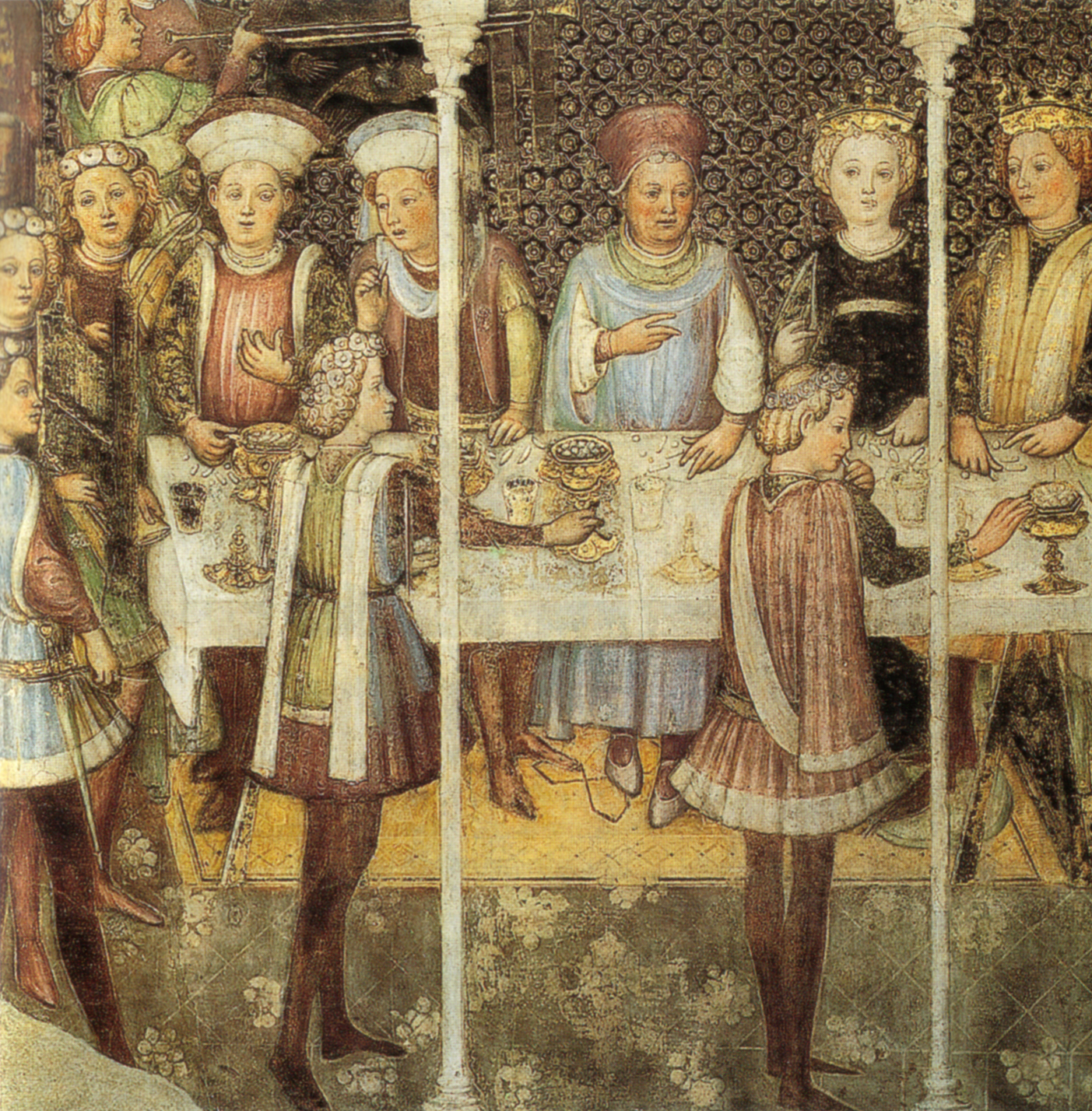
Detalle de los frescos en la Capilla de Teodelinda en
la Catedral de Monza

Los Zavattari fueron una familia de pintores italianos activos en Lombardía del siglo XIV al XVI.
Cristoforo y Franceschino Zavattari son conocidos como colaboradores en la decoración del Duomo de Milán a principios del siglo XV. La obra maestra de la familia son los frescos en la Capilla de Teodelinda en la Catedral de Monza, obra de Ambrogio y Gregorio Zavattari (1444). Inusualmente en un fresco, el cielo dorado está hecho en relieve pastiglia. Posteriormente, Franceschino y sus hijos trabajaron en la Cartuja de Pavía, donde conservan un fresco que representa a la Virgen, y la iglesia de San Lanfranco en Pavía.
A los Zavattari se les atribuyen algunos de los naipes del tarot Visconti-Sforza, usualmente atribuidos a Bonifacio Bembo.